# Poluks
Poluks je najsvetlejša zvezda ozvezdja Dvojčka. Ima Bayerjevo poimenovanje β Geminorum, kar je latinizirano v Beta Geminorum in okrajšano v Beta Gem ali β Gem. Je oranžne barve, razvita rdeča orjakinja, ki je oddaljena 34 svetlobnih let, s čimer je ena od najbližjih rdečih orjakinj (in orjakinj) Soncu. Od leta 1943 je spekter te zvezde služil kot en od stabilnih sidralnih točk, po katerih so bile klasificirane druge zvezde. Leta 2006 je bilo sporočeno, da je v njegovi orbiti eksoplanet (označen Poluks b ali β Geminorum b, pozneje poimenovan Thestias).

## Poimenovanje
β Geminorum (latinizirano v Beta Geminorum) je Bayerjevo poimenovanje zvezde.
Tradicionalno ime Poluks se nanaša na dvojčka Kastor in Polidevk v grški in rimski mitologiji. Leta 2016 je Mednarodna astronomska zveza organizirala delovno skupino za imena zvezd (WGSN) da bi katalogizirala in standardizirala primerna imena za zvezde. Prva objava WGSN julija 2016 je vključevala tabelo prvih dveh skupin imen, ki jih je potrdila WGSN, ki je vključevala ime Poluks za to zvezdo.
Kastor in Poluks sta dva "nebeška zvezdna dvojčka", po katerih se imenuje ozvezdje Dvojčka (latinsko Gemini pomeni 'dvojčka'). Zvezdi sta po podrobnostih sicer dokaj različni. Kastor je zapleten sistem šestih vročih modro-belih zvezd in medlih rdečih pritlikavk, Poluks pa je ena hladnejša rumeno-oranžna  orjakinja. V pesmi Percya Shelleya Homer's Hymn to Castor and Pollux iz leta 1818 se zvezda imenuje "... šibek Poluks, prazen krivde."
Prvotno so planet imenovali Pollux b. Julija 2014 je Mednarodna astronomska zveza zagnala NameExoWorlds, proces za dajanje pravih imen nekaterim eksoplantom in njihovim zvezdam. Proces je sestavljalo javno nominiranje in glasovanje za nova imena. Decembra 2015 je IAU napovedala, da je zmagovalno ime za ta planet Thestias. Zmagovalno ime je temeljilo na tem, ki ga je prvotno posredoval theSkyNet Avstralije; namreč Leda, Poluksova mati. Na podlagi prošnje IAU je bil nadomeščen 'Thestias', patronimik Lede, hčere Thestiusa. To je bilo zato, ker je ime 'Leda' že dodeljeno asteroidu in Jupitrovem satelitu.
V katalogu zvezd v Calendariumu of al Achsasi al Mouakket, je ta zvezda označena kot Muekher al Dzira, kar se je v latinščino prevedlo kot Posterior Brachii, kar pomeni konec v taci.
V kitajščini, 北河 (Běi Hé), kar pomeni Severna reka, se nanaša asterizem, ki ga sestavljajo Poluks, ρ Geminorum in Kastor. Posledično je sam Poluks znan kot 北河三 (Běi Hé sān, slovensko Tretja zvezda Severne reke.)

## Fizične značilnosti
Z navideznim sijem 1,14 je Poluks najsvetlejša zvezda v svojem ozvezdju in je celo svetlejša od svojega soseda Kastorja (α Geminorum). Poluks je 6,7 stopinje severno od ekliptike, trenutno predaleč severno za okultacijo z Luno. Zadnja lunarna okultacija vidna z Zemlje je bila 30. septembra 116 pred Kristusom z visokih južnih zemljepisnih širin.
Meritve paralakse s strani astrometrijskega satelita Hipparcos postavljajo Poluks na razdaljo okrog 33,78 svetlobnih let (10,36 parskov) od Sonca. To je blizu standardne enote za določanje zvezdnega absolutnega izseva (zvezdni navidezni sij kot gledan z 10 parskov). Tako sta Poluksova navidezni in absolutni sij kar blizu.
Zvezda je večja od Sonca in ima dve njegovi masi in skoraj devet njegovih polmerov. Poluks je bil nekoč zvezda A tip glavnega niza podobna Siriju, vendar je izčrpal svoj vodik v svojem jedru in se je razvil v zvezdo orjakinjo z zvezdno klasifikacijo K0 III. Efektivna temperatura zunanje ovojnice te zvezde je okrog 4666 K, kar leži na območju, ki proizvaja značilne zvezde tipa K oranžne barve.  Poluks ima projicirano rotacijsko hitrost 2.8 km·s−1. Izobilje elementov, ki niso vodik in helij, kar astronomi imenujejo zvezna kovinskost je negotovo, z ocenami med 85 % in 155 % Sončevega izobilja.
Staro oceno za Poluksov premer je leta 1925 izračunal John Stanley Plaskett z interferometrijo in znaša 13 mio. milj (20,9 mio. km) ali 18,5 Sončevih polmerov, kar je bistveno več od sodobnih ocen. Sodobnejša ocena Navy Precision Optical Interferometera daje polmer 9,06 Sončevega. Druga ocena, ki uporablja Poluksove spektralne črte, je izračunala 8,9 Sončevih polmerov.
Dokazi za nizko raven magnetne dejavnosti izhajajo iz zaznavanja šibkih emisij rentgenskega sevanja orbitalnega teleskopa ROSAT. Emisije rentgenskega sevanja te zvezde so okrog 1027 erg s−1,kar je okvirno enako kot rentgensko sevanje Sonca. Magnetno polje z močjo pod 1 gavsa je bilo pozneje potrjeno na površju Poluksa; to je eno najšibkejših polj zaznanih na zvezdi. Prisotnost tega polja nakazuje, da je bil Poluks nekoč Ap zvezda z veliko močnejšim magnetnim poljem. Zvezda izkazuje majhno amplitudo variacij radialne hitrosti, vendar ni fotometrično spremenljiva.

## Planetarni sistem
Znanstveniki na podlagi meritev oscilacij radialne hitrosti domnevajo že od leta 1993, da je v orbiti Poluksa eksoplanet. Obstoj planeta Pollux b je bil potrjen in napovedan 16. junija 2006. Pollux b naj bi imel po izračunih maso 2,3-krat večjo od Jupitra. Planet orbitira Poluks s periodo okrog 590 dni.
Obstoj Poluksa b je sporen; možnost, da opazovane variacije radialne hitrosti povzroča zvezdna magnetna dejavnost ne more biti izključena.